# Museu Sidónio Pais
Das Museu Sidónio Pais ist ein sich im Bau befindendes Museum in der portugiesischen Kreisstadt Caminha. Es wird sich dem Leben und Wirken des Präsidenten Sidónio Pais (1872–1918) widmen.

## Geschichte
2002 erwarb die Câmara Municipal von Caminha für 175.000 Euro die im historischen Zentrum der Stadt gelegene Ruine des Geburtshauses von Sidónio Pais. 2009 wurde der Architekt Nuno Brandão Costa beauftragt, das Haus zu einem Museum umzubauen. Vorgesehen ist im Keller ein Saal, der sich der Präsidentschaft Pais’ widmet. Im Erdgeschoss soll ein zweiter Saal sein Leben darstellen. Im ersten Stockwerk soll ein Dokumentationszentrum eingerichtet werden. Die Baukosten werden auf eine Million Euro geschätzt.

## Quelle
- Infotafel vor Ort
- Webseite der Gemeinde (portugiesisch)

Koordinaten: 41° 52′ 42″ N, 8° 50′ 18,2″ W